# Otepää
Otepää (tysk: Odenpäh) er en by i Otepää vald i Valga maakond i det sydøstlige Estland med cirka 2.155 (2024) indbyggere. Stedet fik bystatus den 1. april 1936, og er en del af Otepää vald. Otepää er et vintersportssted, og kaldes ofte for Estlands vinterhovedstad, i modsætning til Pärnu, som ofte kaldes for landets sommerhovedstad. Sydvest for byen ligger den maleriske indsø Pühajärv og ovenfor denne rejser højdedraget Otepää sig næsten 20 kilometer fra nordvest mod sydøst.
På skianlægget Tehvandi Spordikeskus i Otepää arrangeres hvert år verdenscuppen i langrend, og foruden det alpinske skianlæg ved Kuutsemäe er området også Estlands nationale anlæg for skihop. Desuden har byen fået et skiskydningsanlæg. Her arrangeres hver vinter Tartu skimaraton, hvor op til 12.000 deltagere har deltaget.

## Historie
Otepää var vigtig allerede i forhistorisk tid. Der findes en fæstning ud for byen, og de tyske korsriddere opførte sin allerførste stenfæstning i Estland hér, i 1225. Der udbrød senere en konflikt mellem Den Liviske Orden og biskoppen af Tartu, og ordensridderne belejrede og ødelagde byens borg i 1396. Arkæologer har hér fundet en pistol i bronze, som kan være fra 1396, tre år ældre end et eksemplar fundet i Tannenberg i Tyskland. Dette gør "Otepää-pistolen" til en af verdens ældste.